# Sant Andreu de Castellbò
|  | Per a altres significats, vegeu «església de Sant Andreu de Castellbò». |

Sant Andreu és un nucli de població del municipi de Montferrer i Castellbò i de l'entitat municipal descentralitzada Vila i Vall de Castellbò, a l'Alt Urgell. Es troba a la carretera de Castellbò, a un parell de quilòmetres més a munt del despoblat de les Eres. A una alçada de a 1.329 metres passat el barranc de Sant Andreu i el vessant oriental del turó de l'Orri. És un poble apinyat que arribà a 61 habitants el 1857, que baixà a 36 el 1960, 11 el 1991, i a 1 el 2019.
La seva església, sufragània de Castellbò, dedicada a Sant Andreu, que dona nom al poble, és un edifici romànic de nau i absis molt modificats per l'afegitó d'altars laterals i d'un matusser campanar de cadireta semicircular, com l'absis sobre el qual reposa, que li dona una vista exterior força xocant. Guarda, però, notables imatges barroques (sant Andreu, sant Joan Evangelista i la Mare de Déu del Roser) d'inici del segle xviii. De sota el poble surt la pista que porta a l'estació d'esquí de fons de Sant Joan de l'Erm.